# Clube Atlético do Porto
Maillots
Dernière mise à jour : 4 février 2012.
Le Clube Atlético do Porto est un club brésilien de football basé à Caruaru dans l'État du Pernambouc.

## Palmarès
- Championnat du Pernambouc de deuxième division : 2003